# شنزی
شنزی روستایی در دهستان نازیل بخش نازیل شهرستان تفتان استان سیستان و بلوچستان ایران است.

## جمعیت
بر پایه سرشماری عمومی نفوس و مسکن در سال ۱۳۹۵ جمعیت این روستا ۳۶ نفر (۶خانوار) بوده‌است.